# Pilosocereus alensis
Pilosocereus alensis är en kaktusväxtart som först beskrevs av Frédéric Albert Constantin Weber och Robert Roland-Gosselin och fick sitt nu gällande namn av Ronald Stewart Byles och Gordon Douglas Rowley. Pilosocereus alensis ingår i släktet Pilosocereus och familjen kaktusväxter. Inga underarter finns listade i Catalogue of Life.